# Зональні системи землеробства
Зональні системи землеробства — системи землеробства, які враховують ґрунтово-кліматичні умови, передбачають ефективне використання не тільки ріллі, а й усіх без винятку сільськогосподарських угідь.
Поділ на зональні системи землеробства відбувається за законом біотехнологічного пріоритету в розвитку землеробства. Цей закон обумовлює кількісні межі отримання сільськогосподарської продукції у конкретних зональних умовах екологічними та біологічними факторами — кліматом, зокрема фотосинтетично активною радіацією, родючістю ґрунту, біологічним потенціалом вирощуваних рослин. Для кожної ґрунтово-кліматичної зони визначається абсолютно конкретна потенційна величина створюваного землеробського продукту, яка може мати незначні кількісні коливання й може бути прийнята за константу. Цей закон регламентує зональність систем землеробства з відповідною структурою посівних площ.
За основними агрономічними ознаками сучасні системи землеробства класифікують такі зональні системи землеробства в Україні:
- Плодозмінна — до половини площі ріллі займають зернові, решту — бобові і просапні культури, а також технічні непросапні. Для підтримання родючості ґрунту використовують природні (органічні добрива, посіви багаторічних трав і сидеральних культур) і промислові засоби (мінеральні добрива, меліоранти) (Полісся, Лісостеп).
- Травопільна — до половини площі ріллі під багаторічними травами, решта — під посівами зернових, зернобобових і технічних культур. Головні засобом відтворення родючості ґрунту — посіви багаторічних трав, допоміжні — внесення органічних і мінеральних добрив меліорантів (Полісся)
- Зернопросапна — більше половини площі ріллі під зерновими, решта — під просапними, кормовими і технічними культурами. Пріоритетне значення має застосування мінеральних добрив (Лісостеп, Степ)
- Зернопаропросапна — більше половини ріллі площі під зерновими та зернобобовими, решта — під просапними культурами і чистим паром. Поєднуються природні засоби (чистий пар, органічні добрива) з інтенсивним використанням промислових засобів (мінеральні добрива, меліоранти, зрошення) (Степ)
- Ґрунтозахисна — заснована на травопільних сівозмінах, використанні кулісних культур, смуговому розміщення посівів. Ґрунтозахисні вологозберігаючі заходи обробітку ґрунту, органічні і мінеральні добрива, багаторічні трави (У районах поширення водної і вітрової ерозії в усіх зонах України).